# Tag der Talente
Der Tag der Talente wurde 2006 vom Bundesministerium für Bildung und Forschung (BMBF) unter Führung der damaligen Bildungsministerin Annette Schavan (CDU) als eine Initiative im Rahmen der Begabtenförderung ins Leben gerufen. Er findet seither jährlich in Berlin statt. Eingeladen werden rund 300 Preisträger aus verschiedenen bundesweiten Jugend- und Schülerwettbewerben.

## Veranstaltung
Zum Tag der Talente werden jährlich rund 300 Preisträger bundesweiter Schüler- und Jugendwettbewerbe vom Bundesministerium für Bildung und Forschung nach Berlin eingeladen. Das Rahmenprogramm der dreitägigen Veranstaltung bilden Diskussionen, Fachvorträge sowie interdisziplinär angelegte Workshops. Im Mittelpunkt stehen Beiträge aus den Wettbewerben, die von den Preisträgern präsentiert werden: von künstlerischen Darbietungen über historische Arbeiten bis hin zu naturwissenschaftlichen Experimenten und technischen Erfindungen. Die jungen Leute erhalten dadurch die Möglichkeit, sich untereinander auszutauschen und sich für künftige Projekte inspirieren zu lassen. Zum Abschluss des Tages der Talente werden die Preisträger im Bundesministerium für Bildung und Forschung für ihre besonderen Leistungen ausgezeichnet.

## Ziele der Veranstaltung
Als Teil der Begabtenförderung der Bundesregierung möchte der Tag der Talente „auf die vielfältigen Begabungen von Jugendlichen aufmerksam machen. […] Talente sollen Anerkennung finden und andere durch sie ermutigt werden, ihre eigenen Talente zu suchen und zu entfalten“. Ein weiteres Ziel ist die Vernetzung der Talente untereinander. Durch die Veranstaltung erhalten sie Einblicke in andere Fachbereiche wie Geistes- sowie Naturwissenschaften, Kultur, Politik und Wirtschaft.

## Motto des Tag der Talente
Die Veranstaltung steht in jedem Jahr unter einem neuen Motto, das den thematischen Schwerpunkt für Workshops, Vorträge und Rahmenprogramm setzt. Seit einigen Jahren orientiert sich dieses am Thema des aktuellen Wissenschaftsjahres, einer Initiative des Bundesministeriums für Bildung und Forschung. So stand beispielsweise der 8. Tag der Talente unter dem Motto „Wir und jetzt!“ und wurde als Veranstaltung im Rahmen des Wissenschaftsjahres 2013 „Die demografische Chance“ ausgerichtet.
Im Wissenschaftsjahr 2014 „Die digitale Gesellschaft“ hieß das Motto der Veranstaltung „Alles in Kontakt“. Der 10. Tag der Talente stand unter dem Motto „Stadt. Land. Zukunft.“ und nahm Bezug auf das Wissenschaftsjahr 2015 „Zukunftsstadt“. Im Wissenschaftsjahr 2016*2017 „Meere & Ozeane“ heißt das Motto beim Tag der Talente 2016 „Meer wollen“ und 2017 „Mission Eintauchen“.

## Teilnehmende Wettbewerbe am Tag der Talente
Folgende Wettbewerbe waren in den letzten Jahren regelmäßig auf dem Tag der Talente vertreten (Auswahl):
- Auswahlwettbewerb zur Internationalen Biologie-Olympiade
- Auswahlwettbewerb zur Internationalen Chemie-Olympiade
- Auswahlwettbewerb zur Internationalen Physik-Olympiade
- BundesUmweltWettbewerb
- Bundeswettbewerb Fremdsprachen
- Bundeswettbewerb Informatik
- Bundeswettbewerb Mathematik
- Deutsche Mathematik-Olympiade
- Europäische ScienceOlympiade
- Europäischer Wettbewerb
- Geschichtswettbewerb des Bundespräsidenten
- Internationale JuniorScienceOlympiade
- Invent a Chip
- Jugend gründet
- Jugend forscht
- Jugend jazzt
- Jugend komponiert
- Jugend musiziert
- lyrix
- Up-and-coming
- Schülerwettbewerb zur politischen Bildung
- Theatertreffen der Jugend
- Treffen Junger Autoren
- Treffen Junge Musik-Szene
- Tanztreffen der Jugend
- Wettbewerb Demokratisch Handeln

## Prominente Gäste beim Tag der Talente
Im Rahmen der Veranstaltung kommen auch namhafte Personen aus Wissenschaft, Wirtschaft, Kultur oder Politik als Interviewpartner bzw. Vortragende zu Wort. Zu nennen sind beispielsweise Harald zur Hausen, Ottmar Edenhofer, Ruby O. Fee, Tankred Stöbe und Antje Buschschulte.
Höhepunkt des Tages der Talente ist der Empfang der Preisträger im Bundesministerium für Bildung und Forschung.